# 死魂曲
《死魂曲》（又译作）為索尼電腦娛樂開發販售的PlayStation 2專用恐怖遊戲。游戏的宣傳標語为「再怎麼掙扎都是絕望」。在台灣由台灣索尼電腦娛樂股份有限公司（Sony Computer Entertainment Taiwan Limted.，簡稱SCET）代理發行正體中文版，為中文發音中文字幕。2008年7月24日於PS3上發售了以1代故事为主体、将登场角色换成外国人的《死魂曲：新譯》。
2006年2月9日發售續篇《死魂曲2》。其後攝製了以第二作為藍本的電影《死魂曲 ～FORBIDDEN SIREN～》，於2006年2月11日東寶西洋系電影院上映。此外，還有從遊戲、電影的另一個觀點而繪製的漫畫版《死魂曲 〜ETERNAL SIREN〜》。

## 遊戲特徵
玩家所能操作的角色包括学生、医生、作家、妇女、儿童、极少数持有武器的男子，甚至还有盲人，导致玩家在多数时候只能躲着敌人行动。玩家角色能入手的武器多为棍棒、铁锹之类，极少数枪械也只有警察使用的左轮手枪和民用猎枪，攻击能力非常贫弱。游戏的画面阴暗压抑，视野狭窄，在夜间版面上只有手电筒可以照明，光線还会引来敌人。玩家角色移动的速度也常常很慢，并且持续奔跑一段时间后必须休息。从各方面看，玩家角色多数时候是很弱小的。而敌方角色则是不死的存在“尸人”，无论将其打倒多少次都能在几分钟后复活，并经常拥有比玩家角色快得多的移动速度和数次攻击就能将玩家角色击败的攻击力，许多尸人还能用猎枪进行精确的射击。因此游戏的难度相当高。
玩家想要顺利地游戏，必须掌握游戏的重要系统“幻视”。这个系统可以让玩家暂时在画面上看到其他角色的视野所见的景物，也就是能得到附近的NPC或敌人的视野（包括动物，如2代中的一条狗）。得到尸人的视野后能看穿黑暗，并能通过观察周围环境了解尸人所在的位置，便于玩家逃跑、躲避或发起反击。在使用幻视后，画面上会以十字线标出玩家角色、同行NPC及敌人眼睛的位置。
游戏画面虽然暗淡但是细节处理仔细，人物建模和动作设计都以真人为蓝本，有着强烈的拟真感。随着游戏的进行，许多玩家角色死亡并变成尸人或暗人，整体气氛压抑、沉闷而绝望。尸人的外观类似丧尸，有着暗红的血污和变形的躯体，许多尸人的身上出现甲壳类海洋生物的特征，显得诡异、恐怖。
虽然结局是主角在拥有尸人或暗人血统的少女帮助下战胜头目，但是1代主角永远留在了异空间，2代主角则带着暗人母体化的少女离开、为以后的悲剧埋下了伏线。
系列作品的难度和剧情在恐怖游戏中都十分特别，在玩家中誉多於毁，拥有一部分坚定的支持者。

## 大綱
27年前本應消失的村莊，竟再次出現在眼前，迴響在耳裡的那陣幻音，不斷的呼喚這自己找到紅海的彼岸去，到底這陣聲音的源頭是什麼?又有著什麼在等待自己呢？被捲入這場不可思議之怪異事件的外地人－主角們，在已變成屍人的村民包圍下，結果又會是如何呢？

## 登場人物

### 本傳登場人物
標有※，為可操控人物。
- 須田 恭也（すだ きょうや）（演：篠田光亮） 男／16歲／高中生 ※

本作男主角。
中野坂上高等學校二年級生。
對神祕事物充滿好奇心。
從網路上得知關於羽生蛇村發生的大屠殺事件，在好奇心的驅使下獨自騎自行車前往羽生蛇村，便意外捲入一連串恐怖的事件。
- 神代 美耶子（かじろ みやこ）（演：岡本奈月） 女／14歲／神的新娘

本作女主角。
神代家的次女，沒有戶籍。
被真魚教當作是舉行儀式的重要人物之一。
天生失明，但幻視能力極強，可以透過革魯賓(導盲犬)的眼睛彌補自己視力的缺陷。
- 竹內 多聞（たけうち たもん）（演：舘正貴/幼少期：外山朔彌（聲：奧澤惇） 男／34歲／民俗學者 ※

在城聖大學民俗學部門擔任講師。
出生於羽生蛇村，在27年因為羽生蛇村的地震引發的土石流而失去了雙親。
在聽說羽生蛇村要舉辦秘密的儀式之後，重返羽生蛇村去調查，與安野依子同行。
持有手槍。
- 安野 依子（あんの よりこ）（演：水野雅美） 女／22歲／大學生

城聖大學四年級生。
非常仰慕作為自己老師的竹內多聞，在竹內前往羽生蛇村時不顧竹內反對強行跟來，之後便意外捲入一連串恐怖的事件。
- 牧野 慶（まきの けい）（演：満田伸明） 男／27歲／牧師 ※

羽生蛇村真魚教教會的牧師，同時擔任教會的祭司。
個性軟弱，缺乏自信及主見，對於村民的尊敬和信賴感受到不少壓力。
- 宮田 司郎（みやた しろう）（演：満田伸明） 男／27歲／醫生 ※

羽生蛇村宮田醫院的院長。
個性冷酷無情。
殺害醫院護士恩田美奈的兇手。
- 恩田 理沙（おんだ りさ）（演：児玉啟） 女／21歲／待業中 ※

出生於羽生蛇村。
恩田美奈的妹妹。
因無法適應東京的工作而辭職並回到故鄉去找姊姊，之後便意外捲入一連串恐怖的事件。
- 四方田 春海（よもだ はるみ）（演：小南千明） 女／10歲／小學生 ※

羽生蛇村的小學四年級生。
一年前因事故失去雙親。
個性內向。
與神代美耶子很要好。
羽生蛇村發生異變後與高遠玲子同行。
- 高遠 玲子（たかとお れいこ）（演：細川聖可） 女／29歲／小學教師 ※

羽生蛇村的小學女教師。
在兩年前的事故中失去女兒，於是把在事故中失去雙親的四方田春海當成自己女兒疼愛。
羽生蛇村發生異變後努力保護春海。
- 前田 知子（まえだ ともこ）（演：井出杏奈） 女／14歲／中學生 ※

羽生蛇村的中學二年級生。
因為對父母偷看自己的日記感到不滿而離家出走，卻意外被捲入一連串恐怖的事件。
- 志村 晃（しむら あきら）（演：加藤忠男） 男／70歲／獵人 ※

羽生蛇村的獵人，持有一把獵槍。
年紀老邁但身手依舊敏捷。
在羽生蛇村裡是少數知道八尾比沙子真實身分的人。
- 美濱 奈保子（みはま なおこ）（演：小代恵子） 女／28歲／電視節目主持人 ※

以寫真偶像出道的電視節目主持人。
曾是人氣偶像，但因為年紀增長而逐漸過氣。
因現在主持的靈異節目而來到羽生蛇村取材，卻意外被捲入一連串恐怖的事件。
- 神代 亞矢子（かじろ あやこ）（演：松井亜耶） 女／16歲／高中生

神代家的長女，神代美耶子的姊姊，神代淳的未婚妻。
在神代家將負責繁衍後代。
因為淳對美耶子十分執著而讓她非常忌妒美耶子。
- 八尾 比沙子（やお ひさこ）（演：南りさこ） 女／年齢不明／修女

羽生蛇村真魚教教會的修女，同時作為教會歷代牧師的助理。
真實身分為吃下墮辰子之肉而長生不死的八百比丘尼。
- 前田 隆信（まえだ たかのぶ）（演：外谷勝由） 男／45歲／村公所職員
- 前田 真由美（まえだ まゆみ）（聲：住吉理栄） 女／40歲／主婦
- 神代 淳（かじろ じゅん）（演：土倉有貴） 男／18歲／神代家養子

神代家的養子，神代亞矢子的未婚夫。
個性相當傲慢，對於自己是神代家繼承人的事感到非常驕傲。
對美耶子非常執著。
- 石田 徹雄（いしだ てつお）（演：江戸清仁） 男／享年24／巡警
- 恩田 美奈（おんだ みな）（演：児玉啟） 女／享年21／護士

羽生蛇村宮田醫院的護士，恩田理沙的姊姊。
與宮田司郎有戀愛關係。
被宮田殺害後變成頭腦屍人。
- 名越 榮治（なごし えいじ）（演：金子達） 男／享年55／小學校長

羽生蛇村的小學校長。
在村子異變後變成屍人。
- 竹內 臣人（たけうち おみと）（演：舘正貴） 男／享年34／郷土史學家
- 竹內 好子（たけうち よしこ）（演：田中好子） 女／享年31／主婦

## 登場敵人

### 屍人
- 屍人
- 半屍人
- 犬屍人
- 蜘蛛屍人
- 羽根屍人
- 頭腦屍人

## 外部連結
- 官方網站 （页面存档备份，存于）（日語）
- 都市傳說調查隊（官方宣傳網頁） （页面存档备份，存于）
- 超自然靈異現像貼圖留言板（官方宣傳網頁） （页面存档备份，存于）